# NGC 5777
NGC 5777 ist eine 13,3 mag helle Spiralgalaxie vom Hubble-Typ Sb im Sternbild Drache und etwa 102 Millionen Parsec von der Milchstraße entfernt. 
Sie wurde am 17. April 1789 von Wilhelm Herschel mit einem 18,7-Zoll-Spiegelteleskop entdeckt, der sie dabei mit „vF, vS, lE“ beschrieb.